# La Pécheresse (film, 1931)
Pour les articles homonymes, voir La Pécheresse.
Pour plus de détails, voir Fiche technique et Distribution.
La Pécheresse (Laughing Sinners) est un film américain réalisé par Harry Beaumont, sorti en 1931.

## Synopsis
La chanteuse de night-club Ivy Stevens mène une vie relâchée et peu soucieuse de la morale. À l'heure actuelle, elle est la maîtresse d'un bon à rien, le voyageur de commerce Howard Palmer, qui profite d'elle sexuellement sans lui offrir une perspective durable. Au bout du compte, il se marie avec la fille de son patron. Désespérée, Ivy tente de se suicider mais se voit, à la dernière seconde, sauvée par Carl Loomis, membre de l'Armée du Salut. Sa gentillesse et sa prévenance font beaucoup d'impression sur elle et elle veut commencer une nouvelle vie. Une bonne année plus tard Ivy, qui depuis travaille pour l'Armée du Salut, rencontre Howard Paler qui s'ennuie dans son mariage. Il ne faut pas longtemps pour qu'elle redevienne sa maîtresse. Après de nombreux tourments de conscience, la jeune femme finit par se rendre compte que la force de caractère et une vie conforme à la morale ont beaucoup plus d'importance que la réalisation fugitive de désirs érotiques. Elle se marie avec Carl.

## Fiche technique
- Titre : La Pécheresse
- Titre original : Laughing Sinners
- Réalisation : Harry Beaumont
- Scénario : Bess Meredyth d'après la pièce "Torch Song" de Kenyon Nicholson
- Dialogues : Martin Flavin et Edith Fitzgerald
- Société de production : MGM
- Photographie : Charles Rosher et George Gordon Nogle (non crédité)
- Montage : George Hively
- Direction artistique : Cedric Gibbons
- Costumes : Adrian
- Format : Noir et blanc - Son : Mono (Western Electric Sound System)
- Pays d'origine : États-Unis
- Langue : anglais
- Genre : Drame
- Durée : 72 minutes
- Date de sortie :
  - États-Unis : 30 mai 1931

## Distribution
- Joan Crawford : Ivy 'Bunny' Stevens
- Neil Hamilton : Howard 'Howdy' Palmer
- Clark Gable : Carl Loomis
- Marjorie Rambeau : Ruby
- Guy Kibbee : Cass Wheeler
- Cliff Edwards : Mike
- Roscoe Karns : Fred Geer
- Gertrude Short : Edna
- George Cooper : Joe
- George F. Marion : Humpty
- Bert Woodruff : Tink